# Руоска
„Руоска“ (на фински: Ruoska – „Камшик“) е финландска индъстриъл метъл група от Юва, Финландия. Най-отличителното за групата е гласът на вокалиста Патрик Меннандер, който комбинира ниско речетативно ръмжене със стандартно пеене. Текстовете на групата са изцяло на фински.
Преди групата да се казва Руоска, името на формацията е било Наципаска (Natsipaska) (нацистки боклук).

## История
Руоска се сформира през 2002 година, включвайки част от предишната им група Наципаска, комична рок група. Същата година е издаден дебютният албум „Kuori“. Критиката спрямо дебютът им се оказва изключително положителна, отчитайки както съществена промяна в стила, така и подобряване в общото им звучене. След като заснемат два видеоклипа към песните „Kiroan“ и „Epilogi“ и издават сингъла „Aurinko ei Nouse“, групата се връща в студиото и записва албума „Riisu“, който излиза през 2003 и включва тяхната доста известна песен „Darmstadt“.
След това издание Руоска развиват ново собствено звучене с повече индъстриъл елементи и използването на повече техника. Популярността на групата нараства значително след като Тил Линдеман, вокалист на немската индъстриъл група Рамщайн, дава интервю за едно финландско списание, където коментира песента „Darmstadt“, описвайки я като най-забележима. След няколко концертни изяви Патрик Меннандер решава да се присъедини към финландската симфоничен метъл група Battlelore и с нея прекарва известно време. Завръщайки се обратно като вокалист на Руоска Меннандер и останалите членове веднага започват работа по нов албум, който излиза през 2005 и се казва „Radium“. Този албум демонстрира дръзко електропоп метъл звучене, което заедно със сингъла „Tuonen Viemää“ и видеото към него допринасят за нарастването на популярността на групата и създаване на значителна фен база.
Музикалните успехи скоро поставят групата пред трудния избор дали да сменят досегашния си лейбъл Kråklund Records и в крайна сметка подписват договор с международната музикална компания EMI. Връщайки се обратно в студиото, за да започнат да изпълняват новия си договор, Руоска записват изключително успешният четвърти по ред студиен албум „Amortem“, който е издаден през 2006. От този албум са издадени синглите „Mies yli Laidan“, „Alasin“ и „Pure Minua“, от които първите два са клипирани, а песента „Miles yli Laidan“ добива голяма популярност. Албумът дебютира на шеста позиция във финландската национална радио класация и се задържа в нея почти 10 седмици. „Amortem“ освен, че впечатлява фенове и критици, също така осигурява участия на групата в големи рок фестивали във Финландия Puustock 2007 и Välipuistorock 2007.
След излизането на „Amortem“ китаристът Кай Ахвенранта напуска групата, за да бъде повече време със семейството си.
На 9 април 2008 официално излиза петият студиен албум на Руоска, озаглавен „Rabies“. Двата сингъла от албума са „Pirunkieli“ и „Helvettiin Jäätynyt“, а песента „Ei Koskaan“ е клипирана. Групата освен, че продължава да има изяви в родината си и Европа, има вече участия в САЩ, Мексико и Южна Америка.

## Дискография

### Албуми
- „Kuori“ (2002)
- „Riisu“ (2003)
- „Radium“ (2005)
- „Amortem“ (2006)
- „Rabies“ (2008)

### Сингли
- Aurinko ei Nouse" (2002)
- „Darmstadt“ (2003)
- „Veriura“ (2004)
- „Tuonen Viemää“ (2005)
- „Mies yli Laidan“ (2006)
- „Alasin“ (2006)
- „Pure Minua“ (2006)
- „Pirunkieli“ (2007)
- „Helvettiin Jäätynyt“ (2008)
- „Lihaa Vasten Lihaa“ (2008)
- „Ei Koskaan“ (2008)

### Видео клипове
- „Kiroan“ (2002) YouTube
- „Epilogi“ (2002)YouTube
- „Tuonen Viemää“ (2005) YouTube
- „Mies yli Laidan“ (2006) YouTube
- „Alasin“ (2006) YouTube
- „Ei Koskaan“ (2008) YouTube